# Marta Matamoros
Marta María Matamoros Figueroa (Ciudad de Panamá, 17 de febrero de 1909 - ib, 28 de diciembre de 2005) fue una sindicalista panameña, defensora de los derechos sindicales de las mujeres obreras en Panamá, militante política y modista de profesión. Dentro de su lucha por mejorar las condiciones laborales de las obreras en Panamá destacó la incorporación del fuero de maternidad de 14 semanas para trabajadoras y obreras en el primer Código de Trabajo de Panamá.

## Biografía y trayectoria

### Primeros años
Nació en la calle 14 Oeste, Santa Ana, Ciudad de Panamá. Fue la única hija de Gonzalo Matamoros, fundador de la Banda Republicana y Josefa Figueroa de Matamoros, ama de casa, ambos costarricenses. A raíz de la Guerra de Coto entre Panamá y Costa Rica, sus padres volvieron a Costa Rica donde Marta completó sus estudios primarios y tomó cursos de modistería.
Desde temprana edad Marta y su padre sostenían largas charlas sobre los postulados de la Revolución Francesa, las luchas obreras y el nacionalismo, pensamientos que más tarde forjaron su vida como obrera y militante sindical.
Empezó a trabajar como modista desde su casa pero se sentía incómoda por lo solitario del trabajo y la falta de relaciones con otras personas, por lo que en 1941 consiguió su primer empleo como trabajadora en la fábrica de confección de vestidos de El Corte Inglés.  Allí laboró  por tres años, para más tarde incorporarse en otras fábricas como La Mascota y la sastrería del Bazar Francés. En esta época no existía un Código de Trabajo en Panamá por lo que las personas obreras de la época trabajaban en su mayoría bajo condiciones desfavorables que incluían confinamiento, calor sofocante y medidas de disciplina férreas, todo esto aunado a que no existía el derecho a vacaciones ni fuero de maternidad.

### Incursión en el sindicalismo

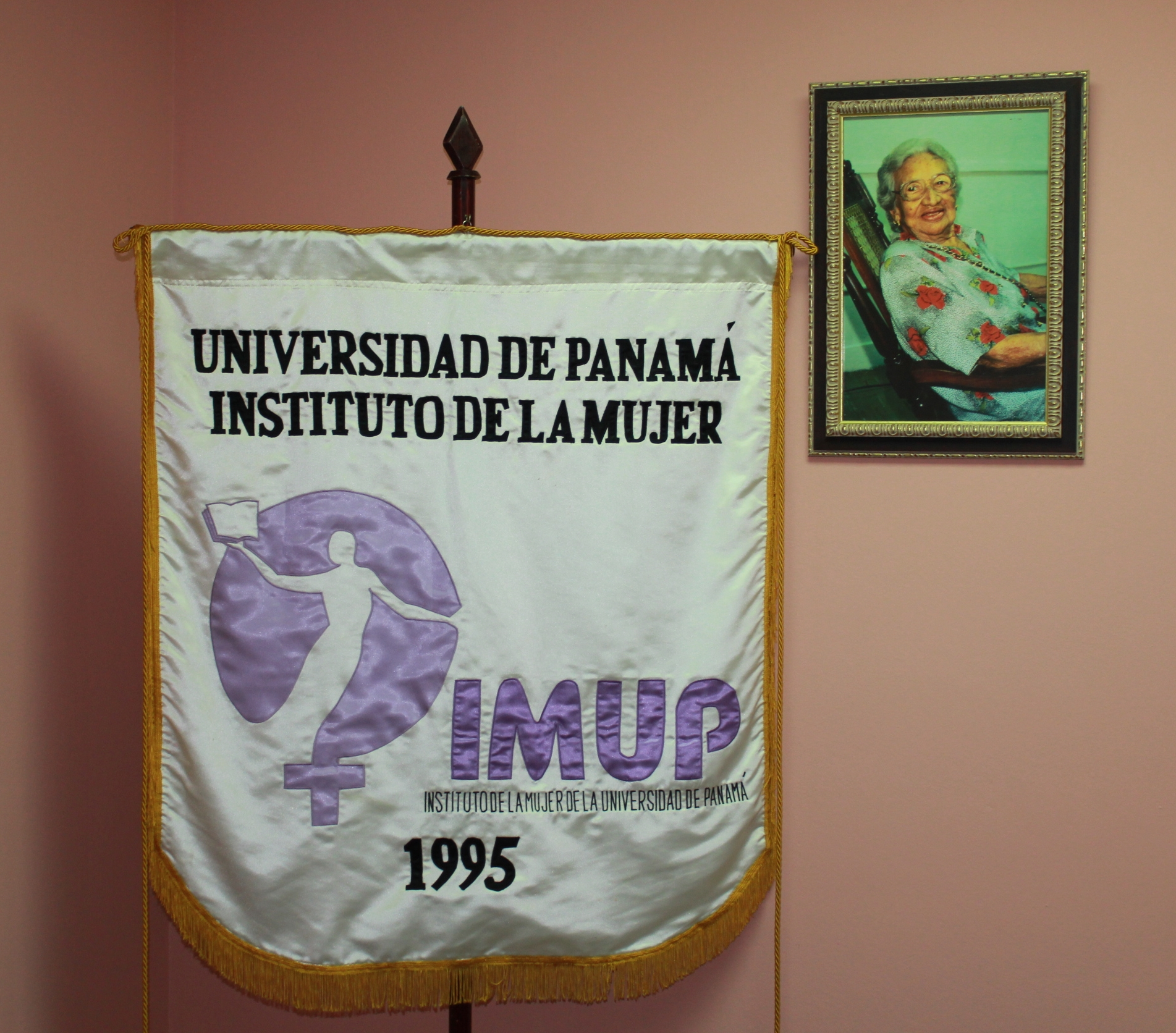
Retrato de Marta Matamoros en el Instituto de la Mujer de la Universidad de Panamá

En 1945 se afilió al Sindicato de Sastres y Similares, en una época en que la participación sindical de las mujeres era escasa y logró escalar posiciones hasta convertirse en Secretaria de Finanzas. En 1946 organizó una huelga que duró treinta y ocho días en la fábrica Bazar Francés, en donde laboraba, para exigir mejores condiciones salariales y de trabajo. Producto de su participación en esta huelga quedó cesante y ese mismo año colaboró de manera activa en la elaboración del Código de Trabajo. Presentó una propuesta de ley para otorgar a las mujeres embarazadas catorce semanas de descanso con salario, la cual tuvo acogida en el directorio del sindicato. Se recogieron firmas de apoyo de los sindicatos, compañeras obreras y amas de casa y después se organizó una gran marcha de obreros y obreras hasta la Asamblea Legistlativa (posteriormente Asamblea Nacional de Panamá). Una vez la propuesta estuvo en la Asamblea Legislativa, contó con el apoyo de las diputadas Esther Neira de Calvo y Gumercinda Páez y fue finalmente aprobada.
Participó en otras reivindicaciones sindicales, como en 1947 en la movilización de rechazo del Convenio Filós-Hines que cedía territorios panameños para bases militares estadounidenses y también en la Marcha del Hambre y la Desesperación de Colón. 
En 1951 fue elegida por un año como Secretaria General de la Federación Sindical de Trabajadores (más tarde Central Nacional de Trabajadores de Panamá), convirtiéndose en la primera mujer en ocupar ese cargo. Durante este periodo apoyó una huelga de conductores de buses del barrio de Río Abajo (Panamá) que exigían obtener pago de seguro social y un salario fijo. Como consecuencia, al participar en esta acción fue encarcelada en la Cárcel Modelo por noventa y nueve días sin derecho a visitas de familiares ni amistades, y por tener estas condiciones  -en protesta- inició una huelga de hambre que duró 14 días.
Ocupó el cargo de Secretaria General del Sindicato de Sastres, formó parte de la Federación Sindical Mundial y actuó como dirigente nacional de la Federación Democrática Internacional de Mujeres (FDIM).

### Activismo político
En la década de 1950 Marta Matamoros  se interesó por el modelo del socialismo y estudió los escritos de Karl Marx y Vladimir Lenin. Viajó para conocer el movimiento obrero de la antigua Unión Soviética, y se enteró de primera mano de las conquistas de la clase trabajadora en diferentes campos de la vida cotidiana. A su regreso militó en el Partido del Pueblo, el partido comunista de Panamá, llegando a ser parte de su buró político.

### Últimos años
En un acto de reconocimiento que se le hizo en el marco del Día internacional de la Mujer, en el año 2001, a sus 92 años, señaló: "aprendí a enfrentar injusticias con las trabajadoras y los trabajadores. Jamás pensé en reconocimiento alguno. Mi compromiso fue por la libertad de nuestra patria. Por el derecho de nuestro pueblo a vivir con dignidad y de las mujeres con su emancipación y oportunidades en el trabajo, la comunidad y el hogar.  Ha habido logros importantes, pero queda mucho por hacer".
Pasó sus últimos años en el hogar de la tercera edad Fundación Nueva Vida Dios es Amor, en donde murió el 28 de diciembre de 2005.

## Honores

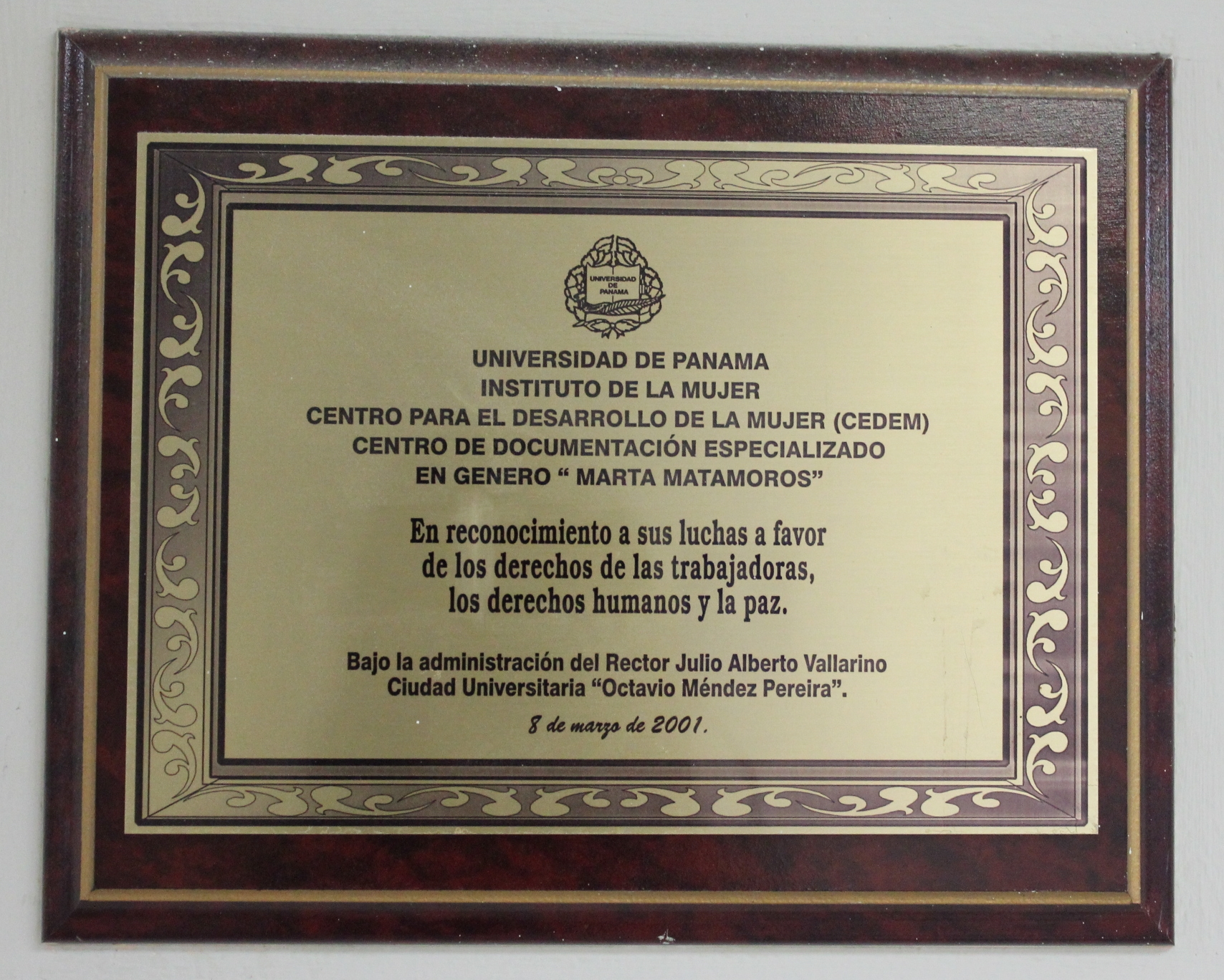
Placa del Centro Especializado en Género Marta Matamoros de la Universidad de Panamá

- El Gobierno de Panamá, a través de Decreto Ejecutivo n.º 81 del 18 de mayo de 2006 creóo la Condecoración Nacional de la Orden Marta Matamoros como "un homenaje a una mujer íntegra, de grandes virtudes ciudadanas y ejemplar trayectoria social, política, cultural; de beligerancia para la consecución de sus ideales, que ha contribuido al fortalecimiento de la nación panameña y a la consolidación de los derechos sociales y de equidad de género".[10]
- En el año 2001, el Instituto de la Mujer de la Universidad de Panamá, dio su nombre al Centro de Documentación Especializado en Género.[11]
- Orden Gran Cruz otorgada por el gobierno de Panamá en el año 1994.[12]
- Reconocida por el Municipio de Panamá y la Junta Comunal de Santa Ana como Hija Meritoria de la Ciudad Capital.[13]
- La Universidad de Panamá la reconoció como una de las 100 mujeres destacadas durante el Centenario de la República de Panamá.
- En 2017 la directora de cine Delfina Vidal realizó el documental La Matamoros[14][15] en honor a esta sindicalista panameña. Fue estrenado en el Festival Internacional de Cine de Panamá, llevándose el premio a mejor película de Centroamérica y el Caribe.[16]

## Publicaciones
- El camino es la organización : la mujer en las luchas populares de 1925-1982. Panamá, Impresora Panamundo. 1982.
- Huelgas ilegales: cuando las huelgas siempre eran ilegales. 1980.